# Utzverlag
Der Utzverlag (Eigenschreibweise utzverlag) ist ein Fachbuch- und Wissenschaftsverlag in München.
Der Verlag wurde 1994 unter dem Namen Herbert Utz Verlag von den Raumfahrtingenieuren Peter Eckart, Thomas Neff und Herbert Utz gegründet und produzierte in seiner Anfangszeit vor allem Fachbücher zur Raumfahrt. Von 1998 bis 2018 war Herbert Utz geschäftsführender Alleingesellschafter des Verlages.
Das heutige Programm umfasst alle Wissenschaftsgebiete, insbesondere Rechtswissenschaften, Geschichte und Sozialwissenschaften, wie auch Natur- und Ingenieurwissenschaften. Rund 70 Hochschulprofessoren und andere Wissenschaftler betreuen als Herausgeber die Fachreihen des Verlages.
1999 wurde das belletristische Imprint Literareon gegründet. 2004 übernahm der Utzverlag die Marken und Fachreihen der seit Anfang der 1970er Jahre bestehenden Wissenschaftsverlage VVF und tuduv. Seit 2005 betreut der Verlag im Auftrag des Stadtarchivs München und der Ludwig-Maximilians-Universität München die 1967 von Karl Bosl begründete Reihe Miscellanea Bavarica Monacensia.
Im Utzverlag ist das erste wissenschaftliche Buch über Wikipedia erschienen.

## Herausgeber und Autoren (Auswahl)
- Wilhelm Vossenkuhl: Mitherausgeber der Münchner Philosophischen Beiträge
- Dietz-Rüdiger Moser: Herausgeber der Reihe Kulturgeschichtliche Forschungen
- Wilfried Stroh: Herausgeber der Münchner Baldeforschung
- Hans-Joachim Gehrke: Mitherausgeber der Quellen und Forschungen zur Antiken Welt
- Bruno Simma: Begründer und Herausgeber der Reihe Europarecht-Völkerrecht (inzwischen Europäisches und Internationales Recht hgg. von Georg Nolte und Rudolf Streinz)
- Julian Nida-Rümelin: Entscheidungstheorie und Ethik (München: tuduv 1987); 2., erweiterte Auflage (München. Herbert Utz Verlag 2004. ISBN 3-8316-0347-2)
- Ernst-Ludwig Winnacker, Trutz Rendtorff, Hermann Hepp, Peter Hans Hofschneider, Wilhelm Korff: Gentechnik: Eingriffe am Menschen – Ein Eskalationsmodell zur ethischen Bewertung, 4., vollständig überarbeitete Auflage, München 2002, ISBN 3-89675-731-8
- Bacharuddin Jusuf Habibie: 517 Tage. Indonesien: Geburt einer Demokratie. Mit einem Geleitwort von Helmut Schmidt. München 2009, ISBN 3-8316-0888-1
- Hans-Jochen Vogel: Maß und Mitte bewahren. Reden des Münchner Oberbürgermeisters 1960–1972. München 2010, ISBN 978-3-8316-0979-6
- Asfa-Wossen Asserate: Integration oder die Kunst, mit der Gabel zu essen. München 2011, ISBN 978-3-8316-4044-7
- Marcus Junkelmann: Die Legionen des Augustus, 15., gründlich überarbeitete u. erweiterte Auflage, München 2015, ISBN 978-3-8316-4304-2